# Болеслав III Янушевич
Болеслав (III) Янушевич (пол. Bolesław Januszowic (Bolesław); (до 1386 — 1420/1425) — представитель мазовецких князей из династии Пястов. Второй сын князя варшавского и цехановского Януша I Старшего и Анны Дануты Литовской (дочери Кейстута).

## Биография
В 1409—1411 годах Болеслав вместе со своим отцом Янушем Мазовецким участвовал на стороне польского короля Владислава Ягелло и великого князя литовского Витовта в «Великой войне» с Тевтонским Орденом. В 1411 году участвовал в подписании так называемого Торуньского мирного договора между Польско-Литовским государством и Тевтонским Орденом. С 1412 года Болеслав находился при дворе польского короля Владислава II Ягелло.
В 1414 году по приказу своего отца Януша Старшего Болеслав командовал мазовецким войском в новой войне Польши и Литвы против Тевтонского Ордена. В 1422 году после смерти своего старшего брата Януша Младшего Болеслав унаследовал его владения в Черском княжестве.
Болеслав Янушевич неожиданно скончался между 1420 и 1425 годами, еще при жизни отца, не дожив до самостоятельного правления.
Его и отцовская могила находятся в подвале площади архикафедрального святого Иоанна Крестителя в Варшаве.

## Семья
Болеслав Янушевич был женат на Анне Федоровне Ратненской (ум. 1458), дочери князя ратненского Фёдора Ольгердовича (ум. 1394/1400). Дети:
- Конрад (ум. 1427),
- Болеслав IV (ок. 1421—1454), князь варшавский, черский и цеханувский,
- Эвфимия Мазовецкая (ум. 1436), жена с 1435 года литовского князя Михаила Сигизмундовича (ум. 1452).